# Вулиця Олеся Гончара (Біла Церква)
Вулиця Олеся Гончара  — одна з вулиць у місті Біла Церква. 
Бере свій початок від залізничного вокзалу і закінчується виходом до Олександрійського бульвару біля площі Петра Запорожця. Колишня назва — 60 років Жовтня. Вулицю було закладено з метою створення прямого проїзду до будівлі залізничного вокзалу, так як раніше до нього діставалися вулицею Вокзальною, яка відходила в бік і мала непрямий характер. 

## Галерея
|  |  |